# Aspelta tilba
Aspelta tilba är en hjuldjursart som beskrevs av Koste och Russell J.Shiel 1987. Aspelta tilba ingår i släktet Aspelta och familjen Dicranophoridae. Inga underarter finns listade i Catalogue of Life.